# Сухарьовка (притока Ками)
Сухарьо́вка (рос. Сухарёвка) — річка в Каракулінському районі Удмуртії, Росія, права притока Ками.
Річка починається за 3 км на південний схід від села Великі Калмаші. Протікає на схід та південний схід. Впадає до Ками на території села Сухарьово. Верхня течія пересихає, лівий берег стрімкий.
На річці розташоване село Сухарьово в гирлі. В ньому ж збудовано автомобільний міст. В верхній, середній та нижній течіях ведеться видобуток нафти.